# La Sarraz
La Sarraz je obec na jihozápadě Švýcarska, v okrese Morges v kantonu Vaud. Žije zde přibližně 2 600 obyvatel.

## Geografie
La Sarraz leží v nadmořské výšce 490 m, vzdušnou čarou 17 km severně od okresního města Morges. Historické městečko se tyčí na ostrohu západně od řeky Mormont, na severním okraji údolí řeky Venoge, na kontinentálním rozvodí mezi povodími Rhôny a Rýna, ve střední části kantonu Vaud.
Území obce o rozloze 7,8 km² zahrnuje část Vaudského středohoří. Střední část oblasti protíná od západu k východu řeka Venoge, která se z úzkého údolí na náhorní plošině Jura u La Sarrazu vylévá do údolní roviny široké až 1 km. Na jih od tohoto údolí se území obce rozkládá na sousední náhorní plošině Dizy (na kopci La Crête, 601 m n. m.), západní hranici tvoří tok řeky Veyron. Na severu od nížiny údolí Venoge se území La Sarraz rozkládá až k výšině Mormont (až 605 m n. m.), skalnatému hřebenu, který odděluje rovinu Orbe na severu (v povodí Rýna) od Venoge na jihu (v povodí Rhôny). Nejvyšší bod La Sarraz leží v nadmořské výšce 630 metrů v lesní oblasti na úbočí dolní Jury.
V roce 1997 tvořily 11 % rozlohy obce zastavěné plochy, přibližně 39 % lesy a lesní pozemky a přibližně 49 % zemědělská půda. K obci La Sarraz patří zemědělská osada Bois de Fey (555 m n. m.) na náhorní plošině severně od Dizy nad údolím Veyron a několik samostatných farem. Sousedními obcemi La Sarraz jsou Pompaples, Orny, Eclépens, Lussery-Villars, Dizy, Chevilly, Ferreyres, Romainmôtier-Envy, Croy a Arnex-sur-Orbe.

## Historie

Letecký pohled (1919)

Z římských dob, kdy obcí procházela cesta z Lausanne do Orbe, se zde nenachází téměř žádné pozůstatky. Historie La Sarraz začíná v roce 1049, kdy páni z Grandsonu rozšířili své území na jihozápad a na skalnatém výběžku západně od Mormontu na důležité obchodní a poutní cestě vybudovali opevněné kontrolní stanoviště. To sloužilo ke kontrole dopravy z Francie přes průsmyk Col de Jougne přes středohoří Vaud a přes Velký svatobernardský průsmyk do Itálie.
První zmínka o obci pochází z roku 1158 a nese název Sarata. Později se objevily názvy Sarrata (1186), La Sarrée (1227), La Sara (1235) a cellam de Serra (1286). Dlouhou dobu zněl místní název La Sarra, písmeno „z“ bylo přidáno až v novější době. Název místa je odvozen z minulého příčestí serata (používá se v latině i dialektu patois), což znamená „ohrazený“ a „opevněný“.
Koncem 11. století vznikla kolem hradební věže osada. Ta byla ve 12. století opevněna a opatřena hradbou a branami. Páni z hradu, větev pánů z Grandsonu, založili v této době panství La Sarraz, které patřilo k nejvýznamnějším v regionu Vaud. V letech 1049–1269 držel panství rod Grandson-La Sarra, v letech 1269–1541 rod Montferrand-La Sarra, v letech 1541–1798 rod Gingins-La Sarra a poté jejich potomci až do roku 1948.
V roce 1345 získalo městečko rozsáhlé svobody a díky obchodu a řemeslům zažilo hospodářský rozmach. Od druhé poloviny 14. století získal La Sarraz od savojských vévodů právo pořádat čtyři výroční trhy; týdenní trh byl zaveden v roce 1597.
Po dobytí Vaudu Bernem v roce 1536 přešel La Sarraz pod správu panství Romainmôtier. Po pádu Staré konfederace patřila obec v letech 1798–1803 v období helvétského soustátí ke kantonu Léman, který byl poté po vstupu v platnost Ústavy o zprostředkování sloučen s kantonem Vaud. V roce 1798 byla obec přiřazena k okresu Cossonay.

## Obyvatelstvo
| Rok            | 1850 | 1900 | 1910 | 1930 | 1950 | 1960 | 1970 | 1980 | 1990 | 2000 |
| Počet obyvatel | 790  | 930  | 1007 | 968  | 1010 | 1026 | 1190 | 1210 | 1533 | 1728 |

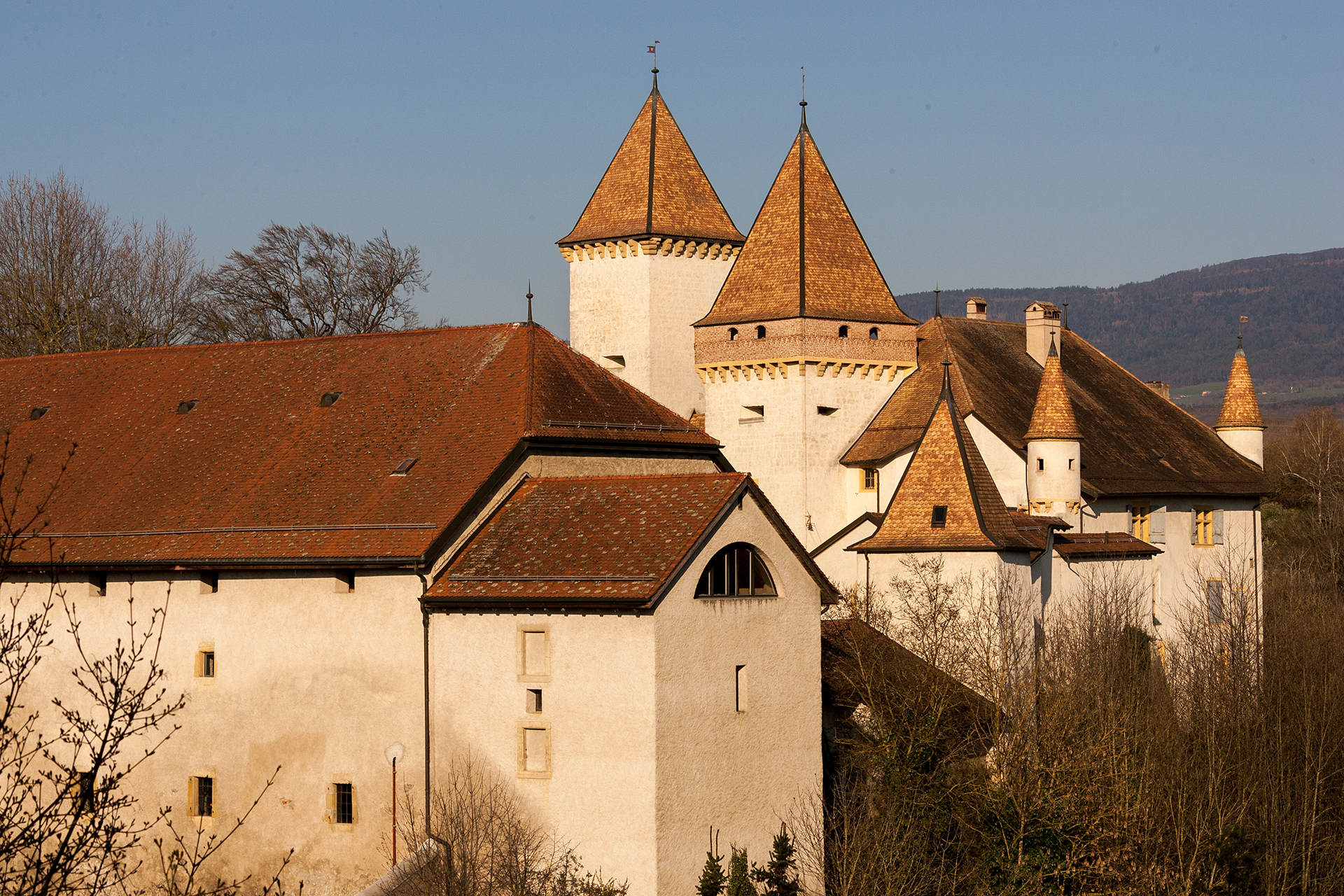
Hrad

Z celkového počtu obyvatel je 84,6 % francouzsky mluvících, 4,6 % německy mluvících, 4,1 % albánsky mluvících a 3,7 % portugalsky mluvících (stav v roce 2000). V roce 1900 měl La Sarraz celkem 930 obyvatel. Po průběžném mírném nárůstu počtu obyvatel byl zejména od roku 1980 (1210 obyvatel) zaznamenán zvýšený nárůst počtu obyvatel.

## Hospodářství

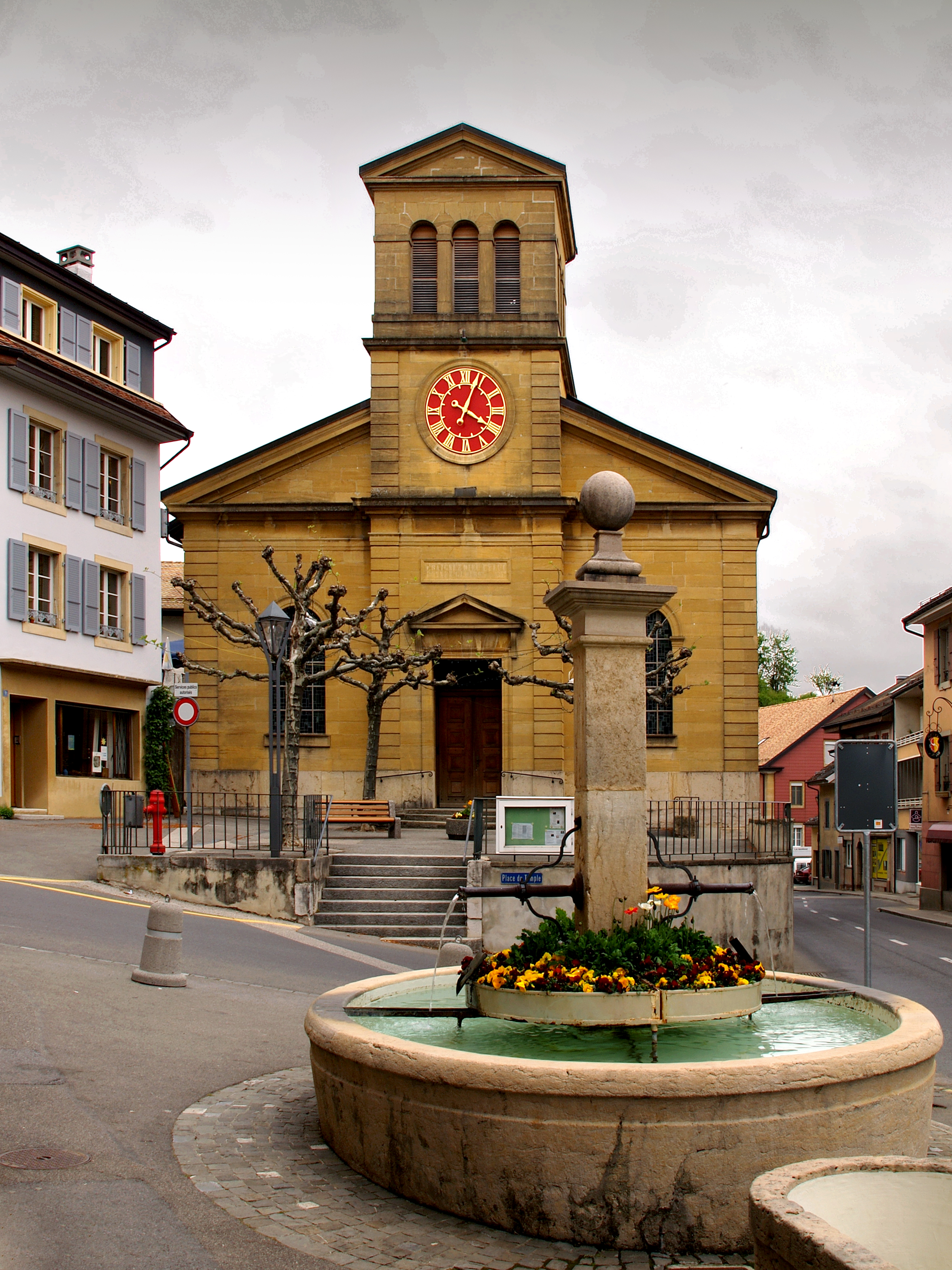
Kostel sv. Antonína

Až do začátku 20. století byl La Sarraz malým městem, které se vyznačovalo především zemědělstvím. Dnes má zemědělství a ovocnářství v ekonomické struktuře obyvatelstva pouze druhořadý význam. Na jižním svahu Mormontu se nachází malá vinařská oblast. Určitou roli hraje také lesnictví.
Městečko La Sarraz je od 19. století regionálním centrem obchodu, řemesel a drobného průmyslu. Hospodářský rozmach začal s otevřením železnice Cossonay-Vallorbe. Významnými podniky v této době byly koželužna (založená v roce 1781), továrna na výrobu přikrývek a mechanické dílny Freydon založené v roce 1858. Všechny tyto podniky zanikly během hospodářské krize v 70. letech 20. století.

## Doprava
Obec má dobré dopravní spojení. Leží na hlavní silnici č. 9 z Lausanne do Vallorbe a odbočuje z ní silnice do Orbe. Dálniční křižovatka La Sarraz na dálnici A1 (Lausanne–Yverdon), která byla otevřena v roce 1981, se nachází asi 5 km od centra obce.
Úsek železniční trati Cossonay–Vallorbe se stanicí v La Sarraz byl otevřen 1. července 1870. Krátký tunel vede pod ostrohem, na němž město leží. Dobrou dopravní dostupnost zajišťuje autobusová linka přes Pompaples do nemocnice Saint-Loup a linka do L’Isle.

## Pamětihodnosti
- Hrad La Sarraz

## Fotogalerie

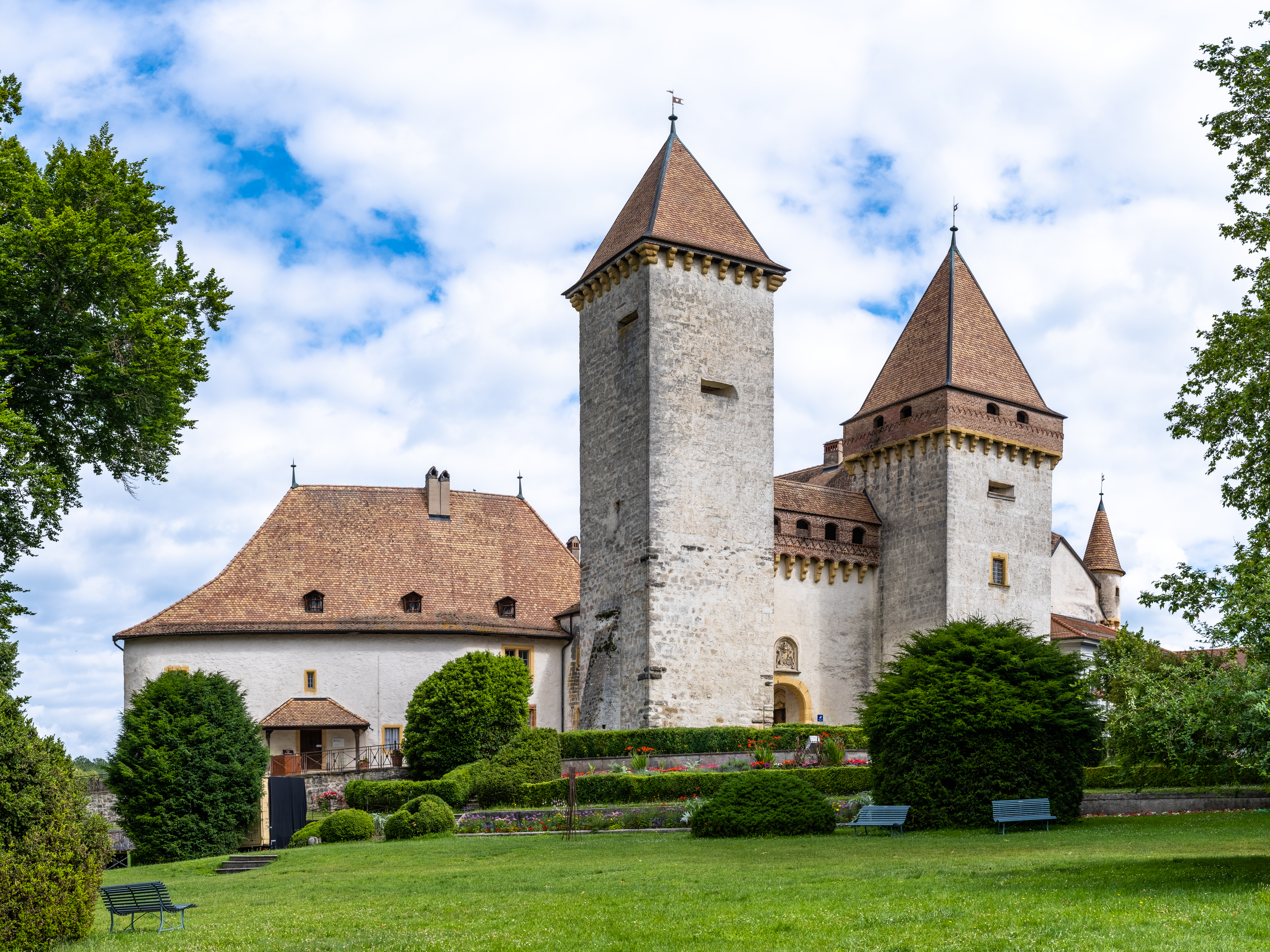
Hrad La Sarraz
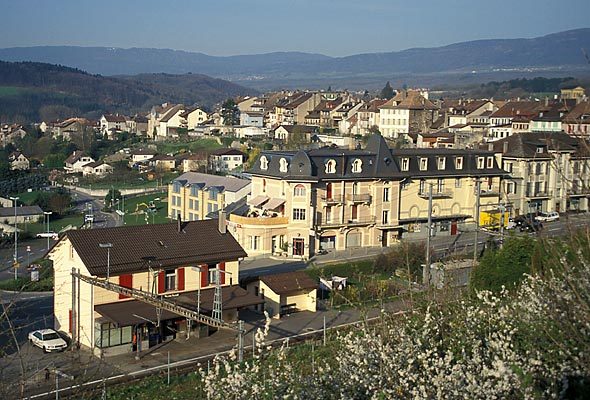
Železniční nádraží
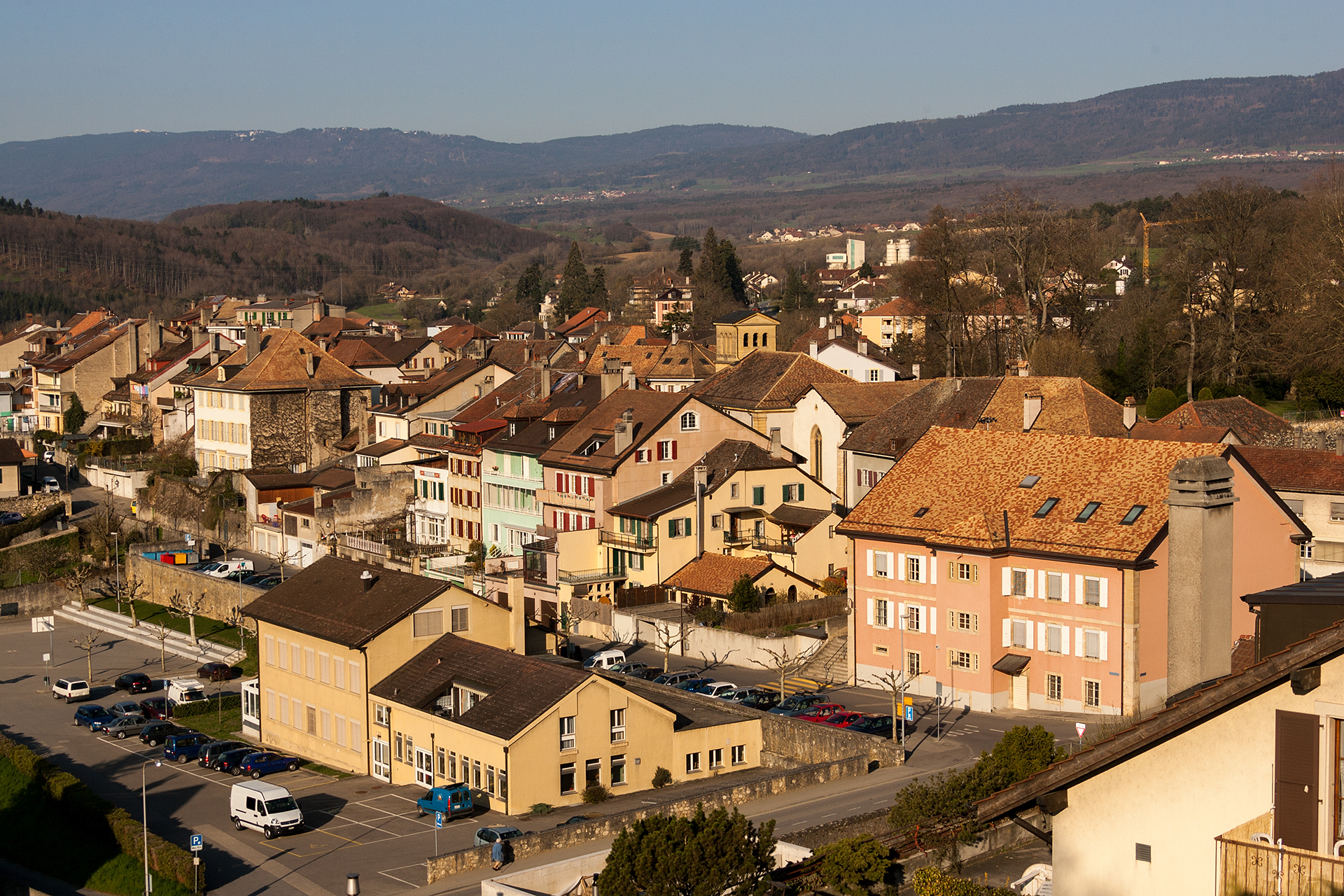
La Sarraz
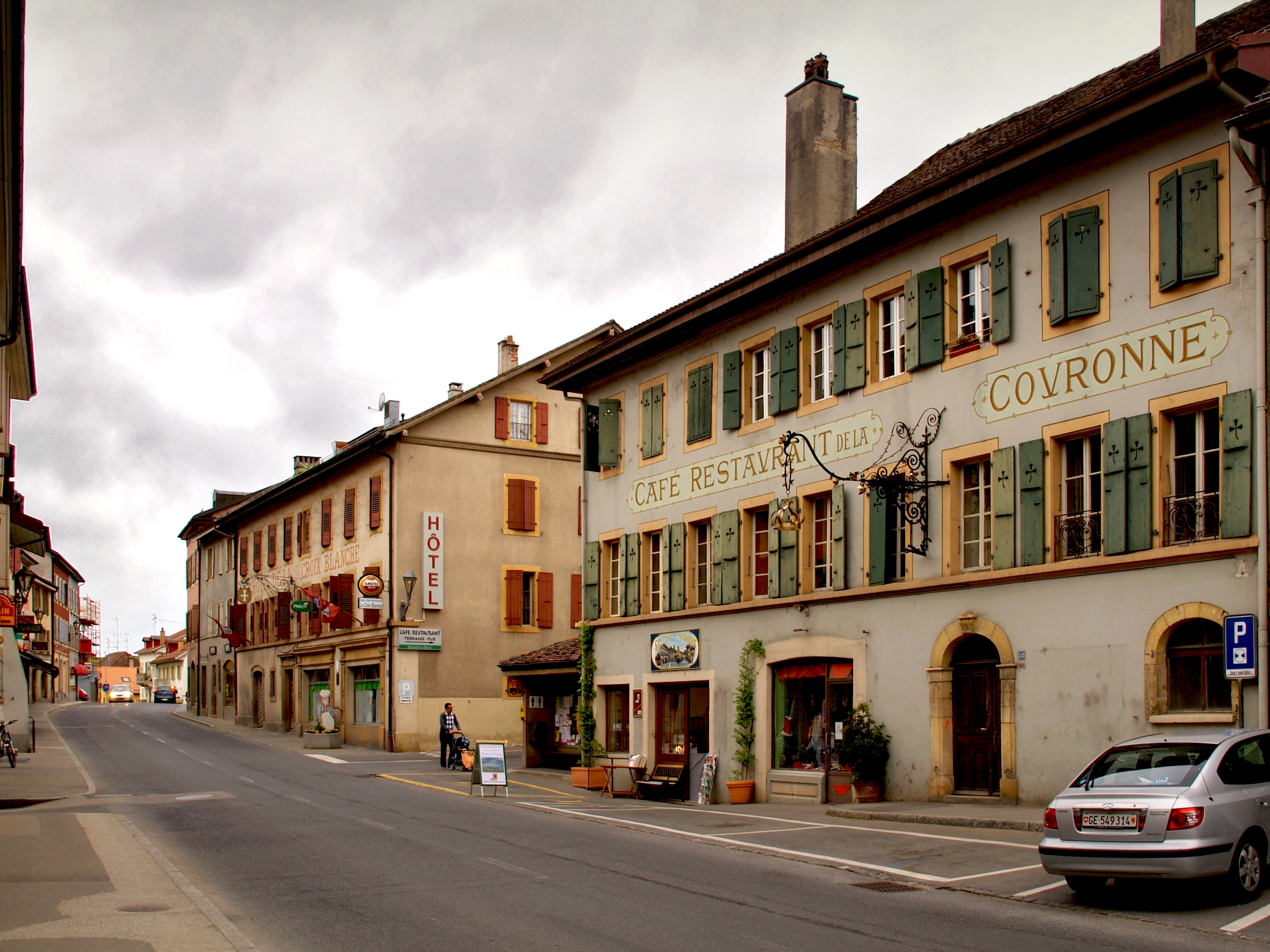
Hlavní ulice
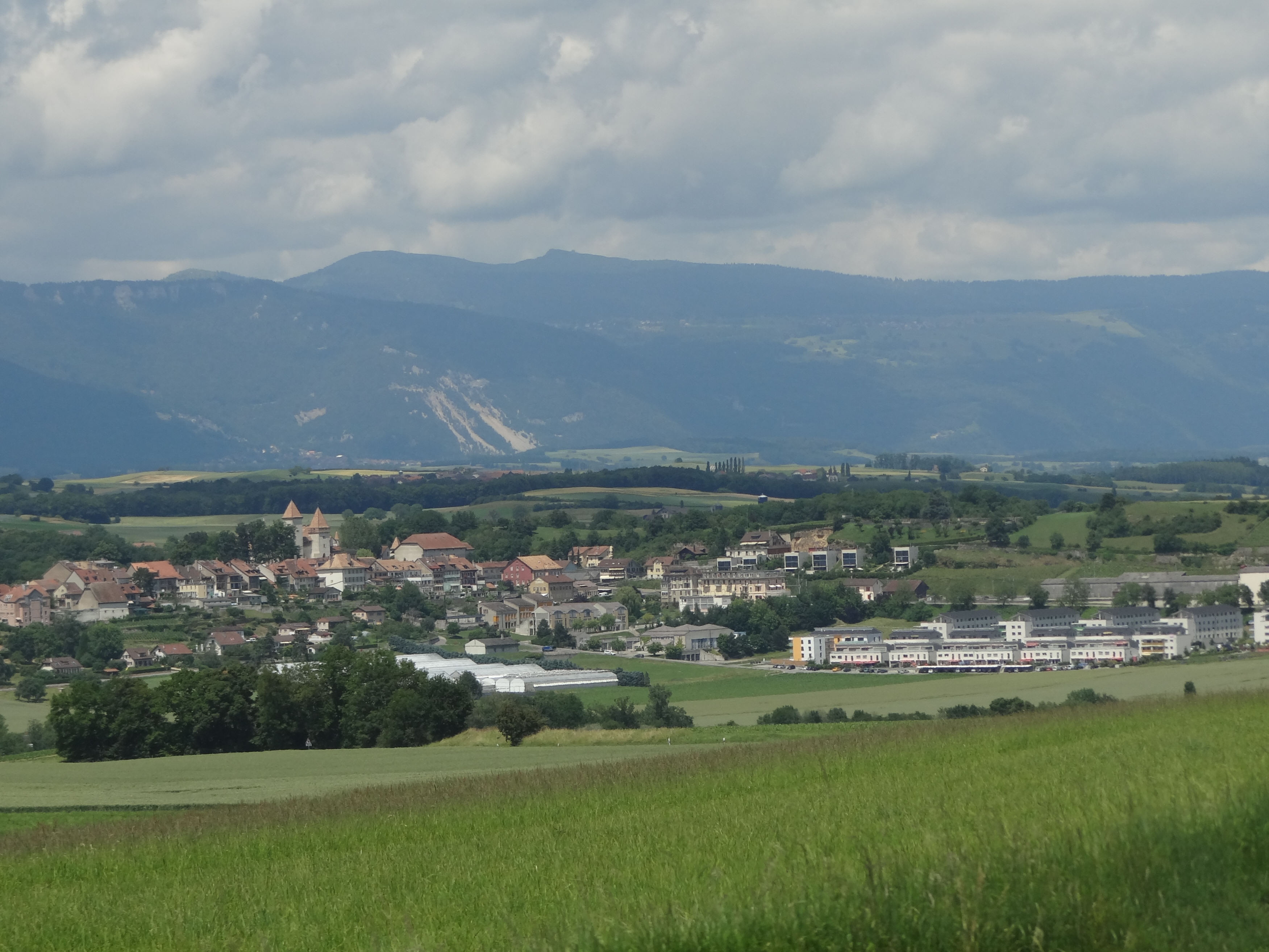
La Sarraz